# Kozí hrádek (Mikulov)
Kozí hrádek (německy Gaisburg) je pozdně gotická dělostřelecká věž na Kozím vrchu (288 m n. m.), jižně od vrchu Turold v Mikulově.

## Historie

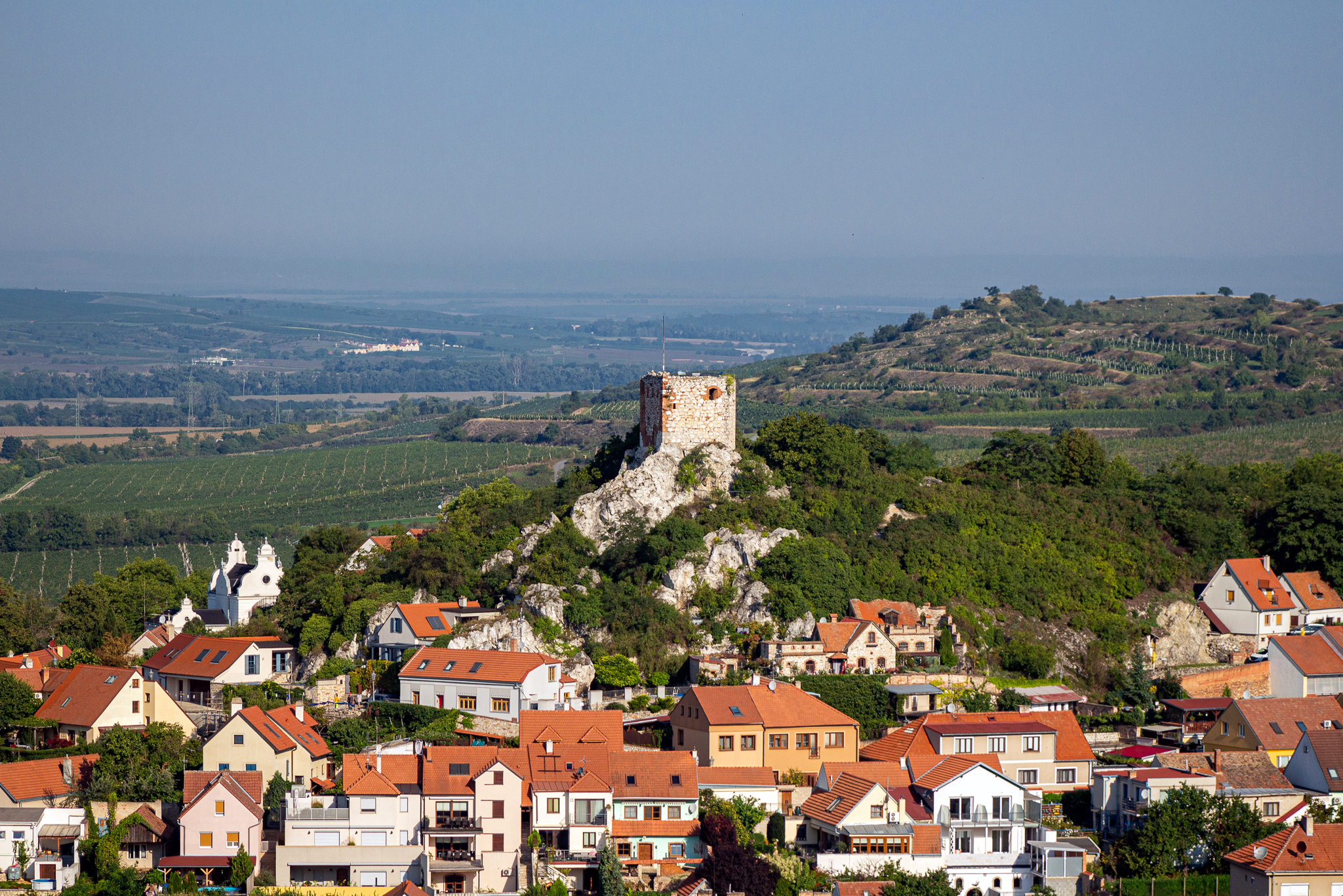
Kozí hrádek nad Mikulovem

Věž na Kozím vrchu byla vybudována v 15. století. Jedná se o dvoupatrovou dělostřeleckou věž s břitem, opatřenou ochozem a stěny jsou prolomeny střílnami. 
Vybudování tohoto předsunutého opevnění znemožnilo využití vyvýšeniny nepřítelem k ostřelování města a přispělo ke zlepšení obrany Mikulova, zejména mikulovského hradu (dnešního zámku), který tímto získal na svou dobu velmi dobrou obranyschopnost.
Dodnes se Kozí hrádek dochoval ve velmi dobré podobě a zůstává mimořádným stavebním dílem tvořícím součást historického jádra města Mikulov, představuje dnes jednu ze tří skalnatých dominant města. Výsledkem úprav na začátku 21. století je proměna lokality ve volně přístupné odpočinkové centrum.